# Lois Lowry
Lois Lowry egentligen Lois Ann Hammersberg, född 20 mars 1937 i Honolulu, Hawaii, är en amerikansk författare av barn- och ungdomsböcker. Lowry debuterade 1977 med ungdomsromanen Vår sista sommar. Romanen handlar om två systrar, av vilka den ena är döende. Berättelsen bygger på författarens egna erfarenheter. Den utvalde är hennes mest berömda roman.

## Biografi
Lois Lowry föddes i Honolulu, Hawaii och är uppvuxen i New York. Hennes far var officer och familjen flyttade därför ofta. Vid 19 års ålder gifte hon sig med en officer, fick fyra barn, men skilde sig 1977.

### Böcker översatta till svenska
- 1980 – Vår sista sommar (A Summer to Die, 1977)
- 1984 – Anastasia K (Anastasia Krupnik, 1979)
- 1986 – Anastasia igen (Anastasia Again!, 1981)
- 1989 – Anastasia till er tjänst (Anastasia at Your Service, 1982)
- 1990 – Den gyllene stjärnan (Number the Stars, 1989)
- 1997 – Den utvalde (The Giver, 1993)
- 2015 – Blå tråd (Gathering Blue, 2000)
- 2016 –  Budbäraren (Messenger, 2004)
- 2017 –  Sonen (Son, 2012)

## Priser och utmärkelser
- 1987 – Boston Globe-Horn Book Award för Rabble Starkey
- 1990 – Newberymedaljen för Den gyllene stjärnan
- 1994 – Newberymedaljen för Den utvalde
- 2007 – Margaret Edwards Award